# Schiavetti Lamiere Forate
Schiavetti Lamiere Forate, (Fundada en Génova en 1861) es una empresa italiana del sector metalúrgico. Especializada, en la producción de chapas perforadas, chapas repujadas y perfiles metálicos.

## Historia
El fundador, Daniele Schiavetti, comenzó una actividad artesanal de trabajar el alambre de metal para la construcción de jaulas de animales en los años en que las familias genovesas más ricas compraban animales exóticos para sus hogares. Las jaulas se utilizaron para capturarlos y transportarlos en barco.
En 1900, Felice Schiavetti & figli SpA fue fundada por Daniele Schiavetti y, en 1923, se inició la producción de chapas perforadas. Con los años, la producción se adaptó al cambio histórico y social italiano, transformándose de taller en industria y adquiriendo maquinaria de alta eficiencia para trabajar el metal en diversas formas.
En 1943, Felice Schiavetti se fue de Génova Cornigliano, la ciudad de origen de su familia, para trasladarse a las puertas de la Val Brabera, con la intención de evitar los bombardeos que golpearon repetidamente la ciudad durante la Segunda Guerra Mundial.
En 1955, se adquirió la primera línea de perforación de paso completo desde el rollo, y en 1958, comenzó la producción de metal expandido. En 1962, Schiavetti participó en la fundación de Europerf. En 1964, se construyó la planta en Stazzano (Alessandria), la sede actual de producción y legal de la empresa. En 1976, comenzó la producción de redes de acero de alta resistencia SOVATEC.
En 1993, Schiavetti se divide en cuatro empresas: Schiavetti Lamiere Forate, RGS, Sovatec y Telemetalliche.
En 2003, comenzó la producción de redes de poliuretano. En 2008, Schiavetti Lamiere Forate adquirió Profilati Leggeri Cogoleto, especializada en la producción de perfiles metálicos. Desde 2009 también produce tubos perforados.
En 2019, Schiavetti Lamiere Forate emplea más de setenta personas, incluidos trabajadores y empleados, que operan en Italia y en el extranjero.

## Sectores de mercado
Los productos fabricados por Schiavetti tienen múltiples usos en diferentes sectores industriales:
- Agricultura (maquinaria agrícola, secadoras, filtración, planes de tamizado)
- Automotriz (elementos estéticos y funcionales como automóviles, camiones, tractores, máscaras de silenciador)
- Seguridad (pisos y cercas antideslizantes Aderstop, carcasa protectora para máquinas herramientas)
- Insonorización (paneles para barreras fonoabsorbentes de carreteras y ferrocarriles)
- Filtración (materiales para el tratamiento de aire, agua, aceites y productos químicos)
- Electrodomésticos (filtros para lavavajillas, cestas para lavadoras, paneles para hornos microondas)
- Industria alimentaria (bandejas para hornos industriales, tecnología de frío, cestas para freidoras, prensas de frutas y verduras, cocinas para pasta)
- Construcción (fachadas, techos, falsos techos, escaleras, entrepisos)
- Muebles (mobiliario urbano, bancos, muebles de jardín)
- Astilleros (pasarelas, bandejas de cables, escaleras, plataformas)

## Productos
Entre las creaciones más importantes de Schiavetti:
- Producción de láminas de aluminio perforadas para el recubrimiento del hospital San Gerardo en Monza[1]
- Producción de chapas perforadas de acero inoxidable para la remodelación de la estación marítima del puerto de Génova[2]
- Hojas expandidas para las dos torres de San Benigno (GE-Sampierdarena)[3]